# Desognaphosa bulburin
Desognaphosa bulburin is een spinnensoort uit de familie Trochanteriidae. De soort komt voor in Queensland.